# The Top of New York (film 1922)
The Top of New York è un film muto del 1922 diretto da William Desmond Taylor che ha come interprete principale May McAvoy. Nel cast, anche Walter McGrail, Edward Cecil, Charles Bennett, Carrie Clark Ward, Arthur Hoyt e i giovani Pat Moore e Mary Jane Irving. Prodotto dalla Realart Pictures, il soggetto, firmato da Sonya Levien, fu sceneggiato da Julia Crawford Ivers e adattato per lo schermo da George James Hopkins.
Fu l'ultimo film di Taylor, insieme a The Green Temptation, completato prima della morte del regista, vittima, il 1º febbraio, di un delitto rimasto irrisolto.

## Trama
Hilda O'Shaunnessey, che lavora come commessa in un negozio, accetta da Gregory Stearns, il suo datore di lavoro, un costoso regalo che le serve per poter curare il fratello malato. Rivenduta la pelliccia avuta in regalo, paga con il ricavato il ricovero del ragazzo in una casa di cura. Adesso però, al pensiero di dover contraccambiare Stearns cedendogli, Hilda risolve piuttosto di suicidarsi. Disperata, va sul tetto dell'edificio dove si trova il loro appartamento, decisa a buttarsi. Il tetto era il posto preferito del suo fratellino, un luogo dove il ragazzo poteva sognare guardando il cielo. Lì, aveva conosciuto la sua vicina di casa, una ragazzina che viveva sola con il padre. Questi, Emery Gray, vede Hilda e intuisce le sue intenzioni. Prima che la ragazza possa compiere un gesto disperato, la ferma. Le rivela che Stearns è l'uomo che ha rovinato il suo matrimonio, portandogli via la moglie. Emery e Hilda si affezionano l'uno all'altra e si sposano, mentre il fratello della donna, dopo le cure, guarisce.

## Produzion e
Il film, il cui titolo di lavorazione era Baby Doll, fu prodotto dalla Realart Pictures Corporation.

## Distribuzione

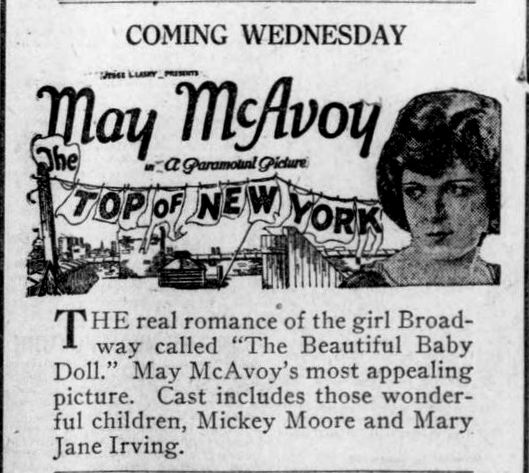
Pubblicità (The Duluth Herald, 19 agosto 1922)

Il copyright del film, richiesto dalla Realart Pictures, fu registrato il 14 marzo 1922 con il numero LP18044.
Il 18 giugno, si tenne la prima del film, presentato al Rivoli di New York: nel corso della serata, la proiezione fu completata da un documentario, Picturesque New York, da un cortometraggio dal titolo Poor Boy e da un balletto eseguito sulle musiche della Rapsodia ungherese n. 2 di Franz Liszt. Distribuito dalla Realart Pictures Corporation e dalla Paramount Pictures, il film - prodotto e presentato da Jesse L. Lasky - uscì poi nelle sale cinematografiche il 21 agosto 1922.
Non si conoscono copie ancora esistenti della pellicola che viene considerata presumibilmente perduta.